# São Pedro de Este

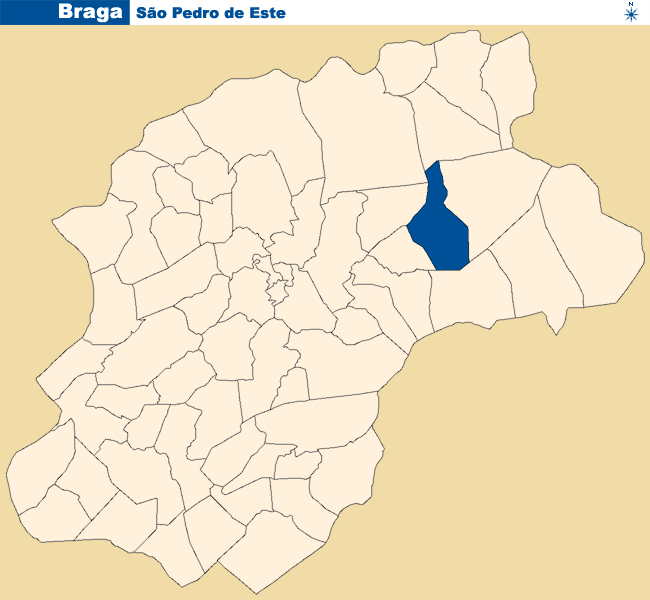

São Pedro de Este é uma localidade portuguesa da cidade e do Município de Braga que foi sede da extinta Freguesia de São Pedro de Este, freguesia que tinha 3,24 km² de área e 2 048 habitantes (2011), e, por isso, uma densidade populacional de 632,1 hab/km².
A Freguesia de São Pedro de Este foi extinta em 2013, no âmbito de uma reforma administrativa nacional, tendo sido agregada à freguesia de São Mamede de Este, para formar uma nova freguesia denominada União das Freguesias de Este (São Pedro e São Mamede) da qual é a sede.

## População
| População da freguesia de Este (São Pedro) (1864 – 2011) | População da freguesia de Este (São Pedro) (1864 – 2011) | População da freguesia de Este (São Pedro) (1864 – 2011) | População da freguesia de Este (São Pedro) (1864 – 2011) | População da freguesia de Este (São Pedro) (1864 – 2011) | População da freguesia de Este (São Pedro) (1864 – 2011) | População da freguesia de Este (São Pedro) (1864 – 2011) | População da freguesia de Este (São Pedro) (1864 – 2011) | População da freguesia de Este (São Pedro) (1864 – 2011) | População da freguesia de Este (São Pedro) (1864 – 2011) | População da freguesia de Este (São Pedro) (1864 – 2011) | População da freguesia de Este (São Pedro) (1864 – 2011) | População da freguesia de Este (São Pedro) (1864 – 2011) | População da freguesia de Este (São Pedro) (1864 – 2011) | População da freguesia de Este (São Pedro) (1864 – 2011) |
| -------------------------------------------------------- | -------------------------------------------------------- | -------------------------------------------------------- | -------------------------------------------------------- | -------------------------------------------------------- | -------------------------------------------------------- | -------------------------------------------------------- | -------------------------------------------------------- | -------------------------------------------------------- | -------------------------------------------------------- | -------------------------------------------------------- | -------------------------------------------------------- | -------------------------------------------------------- | -------------------------------------------------------- | -------------------------------------------------------- |
| 1864                                                     | 1878                                                     | 1890                                                     | 1900                                                     | 1911                                                     | 1920                                                     | 1930                                                     | 1940                                                     | 1950                                                     | 1960                                                     | 1970                                                     | 1981                                                     | 1991                                                     | 2001                                                     | 2011                                                     |
| 641                                                      | 640                                                      | 704                                                      | 699                                                      | 805                                                      | 749                                                      | 877                                                      | 933                                                      | 1 044                                                    | 1 087                                                    | 1 198                                                    | 1 530                                                    | 1 714                                                    | 1 806                                                    | 2 048                                                    |

## Localização
Localiza-se na parte nordeste do concelho, a 5 km do centro da cidade de Braga.
É delimitada por Santa Lucrécia de Algeriz, Adaúfe, Gualtar, Tenões, Espinho, Sobreposta e São Mamede de Este.

## Património
- Igreja Matriz de São Pedro (1714)
- Capela junto à Igreja Matriz
- Capela de S. Bento no Alto do Monte da Quinta
- Cruzeiro no Largo da Igreja (Século XIX)